# Michel Rouge
Pour les articles homonymes, voir Rouge (homonymie).
Michel Rouge, né à Paris le 1er juin 1950, est un auteur de bande dessinée, scénariste et dessinateur. Il crée un dessin réaliste dans le même style que Jijé et Jean Giraud. il est connu notamment pour avoir succédé à Hermann au dessin de la série Comanche.

## Biographie
Michel Rouge suit des études artistiques, successivement à l'École d'arts graphiques à Paris, et à l'École des Arts appliqués.
En 1977, il collabore avec André Chéret à la série Rahan, et publie sa première histoire dans Trio, sur un texte de Raymond Maric. En 1979, il assiste Jean Giraud pour une partie de l'encrage de La Longue Marche, un épisode de la série Blueberry. Il aide également Norma pour sa série Capitaine Apache. Il illustre dans Métal hurlant des histoires de Rodolphe, et participe aux revues Partir, Mercredi, Pilote. En 1982, il a été illustrateur d’un volume de la série Les Trois Jeunes Détectives.
Michel Rouge dessine Légendes de l’éclatée (Kesselring, 1979, réédité sous le titre La Planète oubliée, Le Cygne, 1984) puis Les Écluses du Ciel, écrits par Rodolphe. Il crée ensuite en 1985 Les Héros cavaliers, série sur un scénario de Patrick Cothias. Il prend en 1990 la succession de Hermann pour le dessin de Comanche. Au tournant du siècle, à la suite du désistement de William Vance, il dessine Frontière sanglante, dernier tome de la série Marshall Blueberry, sur un scénario de Jean Giraud. Pour cet album paru en 2000, il a un apprenti qu'il forme au métier de la BD, un adolescent de 15-16 ans qui n'est autre que son fils. Quelques années plus tard, Corentin Rouge suivra effectivement son père dans le monde de la bande dessinée.
Il illustre de courtes histoires dans les revues Je bouquine et Okapi. De 2012 à 2015, il dessine la série Kashmeer sur un scénario de Fred Le Berre. En 2019, sur un scénario  de Christophe Bec, il dessine le western “Gunfighter”. Comme le note S.Salin: “la participation de Michel Rouge à ce projet apparaît comme une évidence et son trait sait pleinement rendre compte de l’immensité des espaces de l’Arizona et insuffler le mouvement et l’expression voulus aux différents protagonistes. Visuellement le résultat n’appelle aucune remarque, Michel Rouge contrôle lui aussi son sujet”.

## Œuvres

### One-shots
- Légendes de l’éclatée: la planète oubliée ,  Kesselring,  1979
Scénario :  Rodolphe (auteur)  - Dessin :  Michel Rouge -  (ISBN 9782902748167)

- 2000 ans d’histoire de la Bretagne ,   Editions IDP,  1983
Scénario :  collectif  - Dessin :  Michel Rouge et d’autres -  (ISBN 290333918X)

- Silence on rêve ,   Casterman,  1991
Scénario :  collectif  - Dessin :  Michel Rouge et d’autres -  (ISBN 2203943564)

- Uderzo croqué par ses amis ,   Soleil Productions,  1996
Scénario :  collectif  - Dessin :  Michel Rouge et d’autres -  (ISBN 2877645576)

- Marshall Blueberry tome 3: Frontière sanglante ,   Dargaud,  2000
Scénario :  Jean Giraud  - Dessin :  Michel Rouge - Couleurs :  Scarlett Smulkowski -  (ISBN 2205042777)

- Gunfighter , Glénat, collection Grand format, 2019
Scénario : Christophe Bec - Dessin : Michel Rouge - Couleurs : Corentin Rouge -  (ISBN 9782344010112)

- Go west young man , Bamboo édition, collection Grand Angle, 2021
Scénario : Tiburce Oger - Dessin : Michel Rouge - Couleurs : Corentin Rouge -  (ISBN 2818992605)

### Séries
| Les Écluses du Ciel (1983-1985) - 1 La marque de Morgane , 1983, Glénat Scénario : Rodolphe (auteur) - Dessin : Michel Rouge - (ISBN 2723403424) - 2 Les chevaux de la nuit, 1984, Glénat Scénario : Rodolphe (auteur) - Dessin : Michel Rouge - Couleurs : Patrice Demongeot - (ISBN 2723404153) - 3 Gwen d’Armor, 1985, Glénat Scénario : Rodolphe (auteur) - Dessin : Michel Rouge - Couleurs : Patrice Demongeot - (ISBN 2723405532) |

| Les Héros cavaliers (1986) - 1 Perd-cheval , 1986, Glénat Scénario : Patrick Cothias - Dessin : Michel Rouge - Couleurs : Marianne Rousseau - (ISBN 2723406601) - 2 La grande ourse , 1986, Glénat Scénario : Patrick Cothias - Dessin : Michel Rouge - Couleurs : Marianne Rousseau - (ISBN 2723406601) |

| Comanche (bande dessinée) (1990-2002) - 11 Les fauves , 1990, Dargaud Scénario : Greg - Dessin : Michel Rouge - Couleurs : Évelyne Tranlé - (ISBN 2205039008) - 12 Le dollar à trois faces , 1992, Dargaud Scénario : Greg - Dessin et couleurs : Michel Rouge - (ISBN 2205039857) - 13 Le carnaval sauvage , 1995, Dargaud Scénario : Greg - Dessin et couleurs : Michel Rouge - (ISBN 2205041266) - 14 Les cavaliers du rio perdu , 1997, Dargaud Scénario : Greg - Dessin et couleurs : Michel Rouge - (ISBN 2205044095) - 15 Red dust express , 2002, Dargaud Scénario : Greg - Dessin : Michel Rouge, Corentin Rouge - Couleurs : Évelyne Tranlé - (ISBN 2205046500) |

| Shimon de Samarie (2005-2012) - 1 Tu ne tueras point , 2005, Les humanoides associés Scénario : Fred Le Berre - Dessin : Michel Rouge - Couleurs : Corentin Rouge - (ISBN 2731616385) - 2 Les châtiments de la mer morte, 2006, Les humanoides associés Scénario : Fred Le Berre - Dessin : Michel Rouge - Couleurs : Corentin Rouge - (ISBN 2731617942) - 3 Bethsabée de Jérusalem, 2009, Les humanoides associés Scénario : Fred Le Berre - Dessin : Michel Rouge - Couleurs : Corentin Rouge - (ISBN 9782731621112) - intégrale Shimon de Samarie, 2012, Les humanoides associés Scénario : Fred Le Berre - Dessin : Michel Rouge - Couleurs : Corentin Rouge - (ISBN 9782731630459) |

| Kashmeer (2012-2015) - 1 La danse de Kali , 2012, Glénat Scénario : Fred Le Berre - Dessin : Michel Rouge - Couleurs : Corentin Rouge - (ISBN 9782723472753) - 2 Les têtes noires , 2015, Glénat Scénario : Fred Le Berre - Dessin : Michel Rouge - Couleurs : Corentin Rouge - (ISBN 9782723491228) |